# Karina Barum
Karina Barum Lima (Brasília, 11 de agosto de 1970) é uma atriz e professora de teatro brasileira. Ganhou destaque em 1997 ao interpretar Débora a protagonista da primeira fase da terceira temporada do seriado adolescente Malhação e em 1998 ao interpretar Shirley em Torre de Babel e em 2004 ao interpretar Graziela em Esmeralda.
Em 2006 mudou-se para Florianópolis para lecionar teatro.

## Carreira
Começou no teatro infantil, em A Bela Adormecida. Sua carreira adulta começa com Os Menestréis em 1994. No mesmo ano, é chamada para sua primeira telenovela, 74.5: Uma Onda No Ar, na extinta Rede Manchete, e participou da série Confissões de Adolescente. Seguiu a carreira com peças e trabalhos na televisão e no cinema, estreando em filmes em O Monge e a Filha do Carrasco. Em 1997, chegou a Rede Globo, interpretando Débora a protagonista da primeira fase da terceira temporada de Malhação. Em 1998, viveu o auge da carreira ao interpretar Shirley em Torre de Babel, que seria sua única novela das oito. Para a personagem, que tinha problemas de locomoção devido a uma deficiência, chegou a usar bota ortopédica e fazer fisioterapia para entender melhor como Shirley se sentiria.
Na sequência a protagonista de Louca Paixão, em 1999, e sua primeira antagonista em A Padroeira, em 2001. Em 2000 tinha sido escalada para o papel de Bianca em O Cravo e a Rosa, mas foi substituída sem maiores explicações por Leandra Leal. Em 2004 interpretou Graziela na telenovela Esmeralda, no SBT. Após fez participações em Carga Pesada e Linha Direta. Em 2006 se mudou para Florianópolis, em Santa Catarina, e se tornou professora de teatro. Durante este tempo fez os filmes  Invasores (2012) e A Palavra (2019). Em 2021 retornou retomou a carreira na televisão ao integrar a telenovela Gênesis.

## Vida pessoal
Apesar de ser brasiliense, Karina passou a adolescência em Porto Alegre, herdando do período um sotaque gaúcho, tendo se mudado para São Paulo apenas com 20 anos. As visitas esporádicas a Florianópolis levariam, no futuro, a decisão de se mudar para a capital catarinense, onde mora desde 2011 no Campeche. Na cidade, ela dá aulas de interpretação em um grupo de teatro, atua em peças e faz filmes ocasionalmente.
Tem uma irmã, a atriz e cantora Vanessa Barum. Teve um relacionamento com o diretor Luciano Luz entre 1998 e 2004. Os dois tiveram uma filha, Manuela, nascida em 2003. Atualmente é casada com o veterinário Luis Carlos Stein.

## Filmografia

### Televisão
| Ano  | Título                    | Personagem              | Notas                                       |
| ---- | ------------------------- | ----------------------- | ------------------------------------------- |
| 1994 | Confissões de Adolescente | Fabíola Palmeira        | Episódio: "O Que Eu vou ser Quando Crescer" |
| 1994 | 74.5: Uma Onda no Ar      | Tuca                    |                                             |
| 1996 | Você Decide               | Clara                   | Episódio: "Justiça"                         |
| 1997 | Malhação                  | Débora Perlione         | Temporada 3                                 |
| 1998 | Torre de Babel            | Shirley da Silva        |                                             |
| 1999 | Louca Paixão              | Letícia Moraes          |                                             |
| 2001 | A Padroeira               | Tiburcina Peixoto       |                                             |
| 2004 | Esmeralda                 | Graziela Álvares Real   |                                             |
| 2006 | Carga Pesada              | Selma                   | Episódio: "Mistério no Trecho"              |
| 2006 | Linha Direta              | Genivalda Melo da Silva | Episódio: "Cabo Anselmo"                    |
| 2010 | Tribunal na TV            | Alice Lourenço          | Episódio: "Até Que a Morte nos Separe!"     |
| 2011 | Tribunal na TV            | Cláudia França          | Episódio: "Amantes do Pecado"               |
| 2021 | Gênesis                   | Zilpa                   | Fase: José do Egito                         |
| 2021 | A3                        | Adalgisa                | [ 27 ]                                      |
| 2025 | Paulo, o Apóstolo         | Miriam                  |                                             |

### Cinema
| Ano  | Título                        | Personagem | Notas          |
| ---- | ----------------------------- | ---------- | -------------- |
| 1995 | O Monge e a Filha do Carrasco | Benedicta  |                |
| 1996 | Buena Sorte                   | Soraya     |                |
| 2004 | O Quinze                      | Conceição  |                |
| 2005 | Três Pedras                   | Nara       | Curta-metragem |
| 2012 | Invasores                     | Carol      |                |
| 2018 | Anjo do Leste                 | Francesca  | Curta-metragem |
| 2019 | A Palavra                     | Isadora    |                |

## Teatro
- 1993 - A Bela Adormecida (infantil)
- 1994 - Os Menestréis
- 1995 - Deus
- 1996 - Na Piscina dos teus Olhos
- 2001 - Suburbia
- 2003 - O Mistério de Gioconda (como atriz e produtora)
- 2004 - De Alma Lavada (como atriz e produtora)
- 2006 - Lolitas
- 2008 - Herótica - Cartilha Feminina para Homens Machos
- 2009 - E a Vida Continua
- 2010 - Como Monitorar um Homem
- 2010 - As Mentiras que os Homens Contam (baseada no livro homônimo de Luiz Fernando Veríssimo)
- 2010 - Trair e Coçar É Só Começar[26]